# Villa Rothschild
Koordinaten: 50° 10′ 58,4″ N, 8° 28′ 26″ O

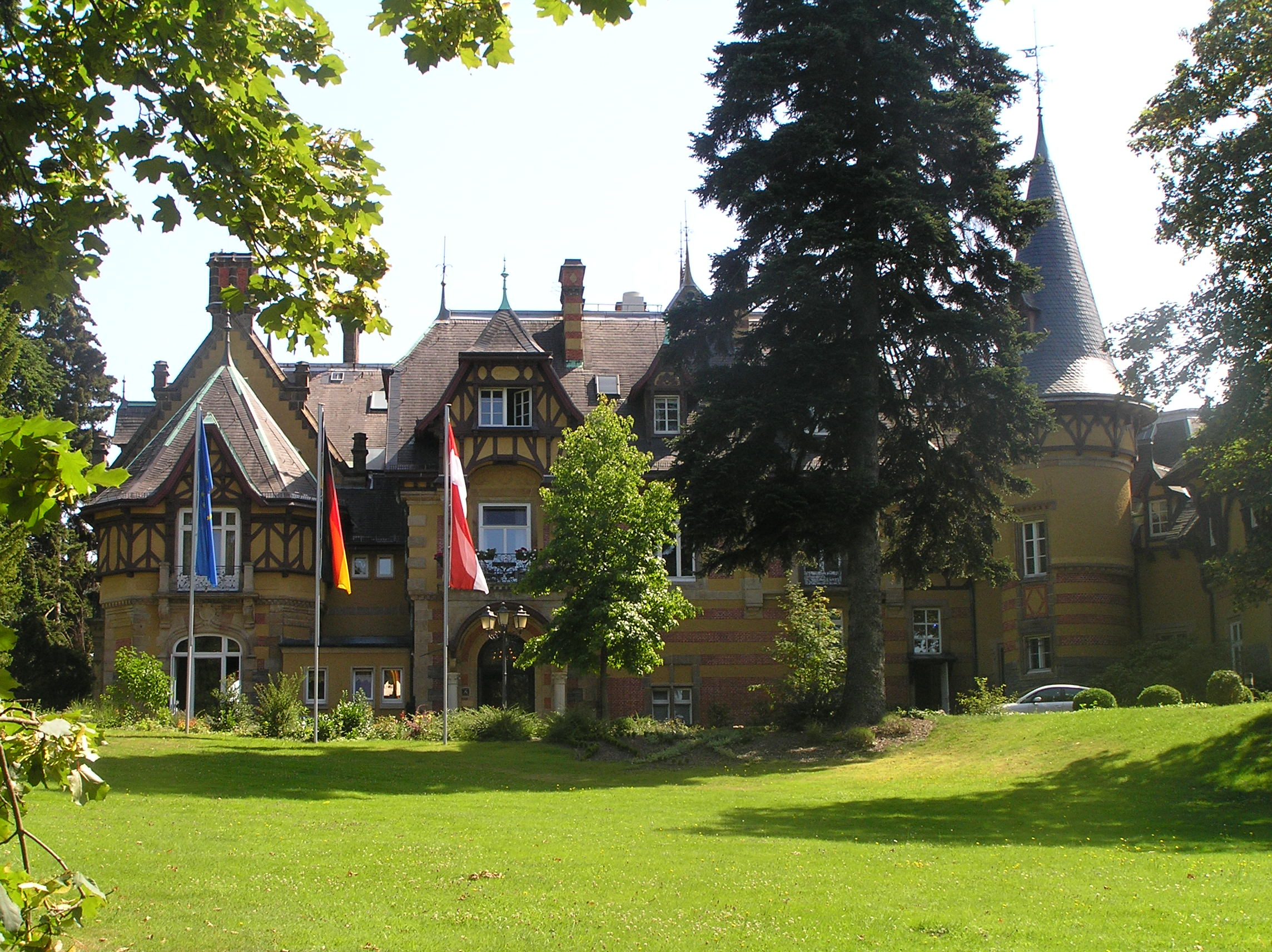
Villa Rothschild, Vorderseite

Die Villa Rothschild ist ein Anwesen und heutiges Luxushotel in Königstein im Taunus, das 1948 bis 1949 als Tagungsort der Ministerpräsidentenkonferenz zur Klärung von strittigen Fragen des Parlamentarischen Rates diente.

## Geschichte
1887 beauftragten die Rothschilds den Franzosen Amand Louis Bauqué und den Italiener Emilio Pio mit den Entwürfen für die Villa in Königstein. Das Modell des Gebäudes wurde im Januar 1888 im Rothschild Palais in Frankfurt aufgestellt. Am 12. April 1888 beratschlagte der Königsteiner Gemeinderat über das Bauvorhaben und genehmigte den Bau. Noch im selben Jahr begannen die Bauarbeiten. Die neue Sommerresidenz von Wilhelm Carl von Rothschild wurde fortan zum Empfang hochrangiger Adliger und Wirtschaftsleute genutzt. Die Eröffnung des Hauses war ein gesellschaftliches Ereignis, an dem unter anderen auch Kaiserin Viktoria und der Prince of Wales teilnahmen.
1938 flüchtete die Familie Rothschild vor den Nazis in die Schweiz. Das Gebäude wurde von der Reichsfinanzverwaltung beschlagnahmt. Die ursprüngliche Absicht des Königsteiner Gemeinderats, die Stadt solle das Objekt als „Kurmittel-Kurhaus“ erwerben, mit einer Gebietsführerschule der HJ zu koppeln, wurde fallen gelassen zu Gunsten einer Privatveräußerung 1938 an Georg von Opel.
In der Reichspogromnacht wurde das Gebäude, nach Rückversicherung mit dem Reichsinnenminister Frick in Berlin, durch Bürgermeister Hubert Müllenbach unter dem Einsatz des Reichsarbeitsdiensts vor den anrückenden Zerstörungskommandos der SA und SS und der geplanten Vernichtung bewahrt. Müllenbach wurde von der NSDAP-Kreisleitung in Bad Soden von Kreisleiter Schreyer, der das Gebäude zerstören lassen wollte scharf kritisiert, sowie von Gauleiter Sprenger wegen Befehlsverweigerung umgehend seines Amtes enthoben. Ein Jahr später wurde Müllenbach in von Deutschland besetzte Gebiete im Osten strafversetzt.
1942 kauften die „Reichsgruppe Banken“  und die „Wirtschaftsgruppe Freier Banken“ das Gebäude, in Planung es als Schulungsheim für ihre Angestellten zu nutzen. Kriegsbedingt kam es nicht dazu. Bis Kriegsende waren in der Villa Büros der Frankfurter Metallgesellschaft sowie deren Tochter Lurgi untergebracht. Die Villa wurde im Zweiten Weltkrieg nicht beschädigt.
Das Land Hessen übernahm das Gebäude; es wurde von 1948 bis 1949 als Tagungshaus von Gremien des Vereinigten Wirtschaftsgebiets und der westdeutschen Ministerpräsidenten genutzt. Während dieser Zeit wurde es auch Haus der Länder genannt und gilt wegen der hier geführten Verhandlungen zum neuen Grundgesetz gerne als „Wiege der Bundesrepublik“.

## Heutige Nutzung
1955 kaufte die Stadt Königstein im Taunus die Villa von der Familie Rothschild, der es zwischenzeitlich zurückgegeben wurde, und baute sie zu einem Hotel um, das 1956 unter dem Namen Hotel Sonnenhof eröffnete. Da weder die Stadt Königstein, noch die bisherigen Pächter genügend Mittel aufbringen konnten, um eine dringend benötigte Grundsanierung durchzuführen, wurde der Hotelbetrieb zum 31. Oktober 2005 vorübergehend eingestellt. Zum 1. November 2005 schloss die Dr. Broermann Hotels & Residences GmbH einen über 99 Jahre laufenden Erbbaurechtsvertrag mit der Stadt Königstein im Taunus, als Eigentümerin des Anwesens. Nach einer aufwendigen Sanierung und Abriss eines Bettentrakts wurde das Hotel am 1. März 2007 als Villa Rothschild Hotel & Restaurant wiedereröffnet.
Das Restaurant Villa Rothschild wurde mehrfach ausgezeichnet, ab 2014 unter Küchenchef Christian Eckhardt; das Restaurant wurde im Guide Michelin 2015 mit zwei Sternen ausgezeichnet. Im April 2017 wurde Sebastian Prüßmann Küchenchef. Küchenchef seit März 2024 ist Patrick Bittner.
Der Wellnessbereich befindet sich im einen Kilometer entfernten Schwesterhotel, dem Falkenstein Grand. Im November 2009 übernahm die Kempinski AG  das Management des Hotels.
Seit 2020 gehört die Villa Rothschild zusammen mit dem Falkenstein Grand zur Autograph Collection von Marriott International.

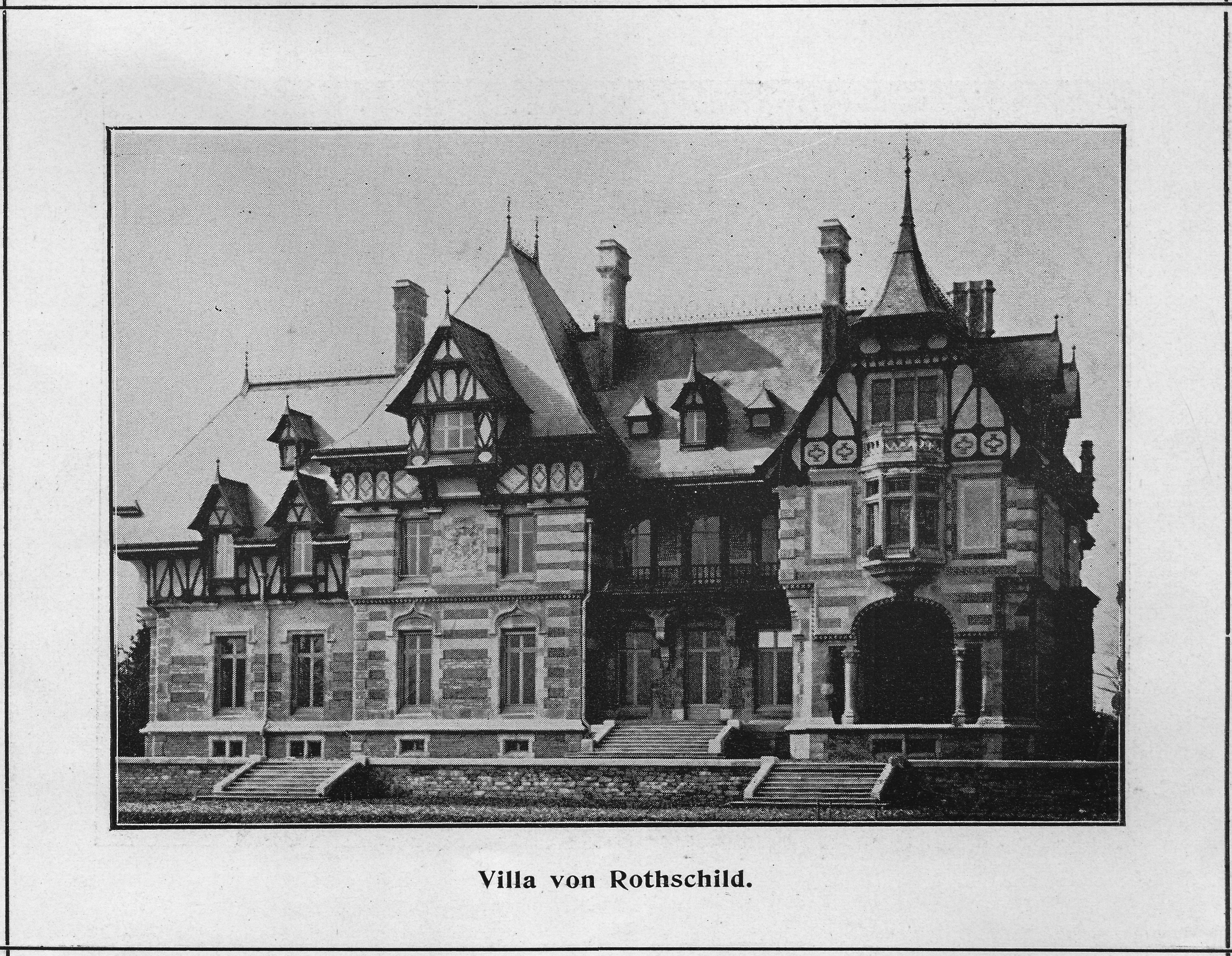
Ansicht ohne Nebengebäude
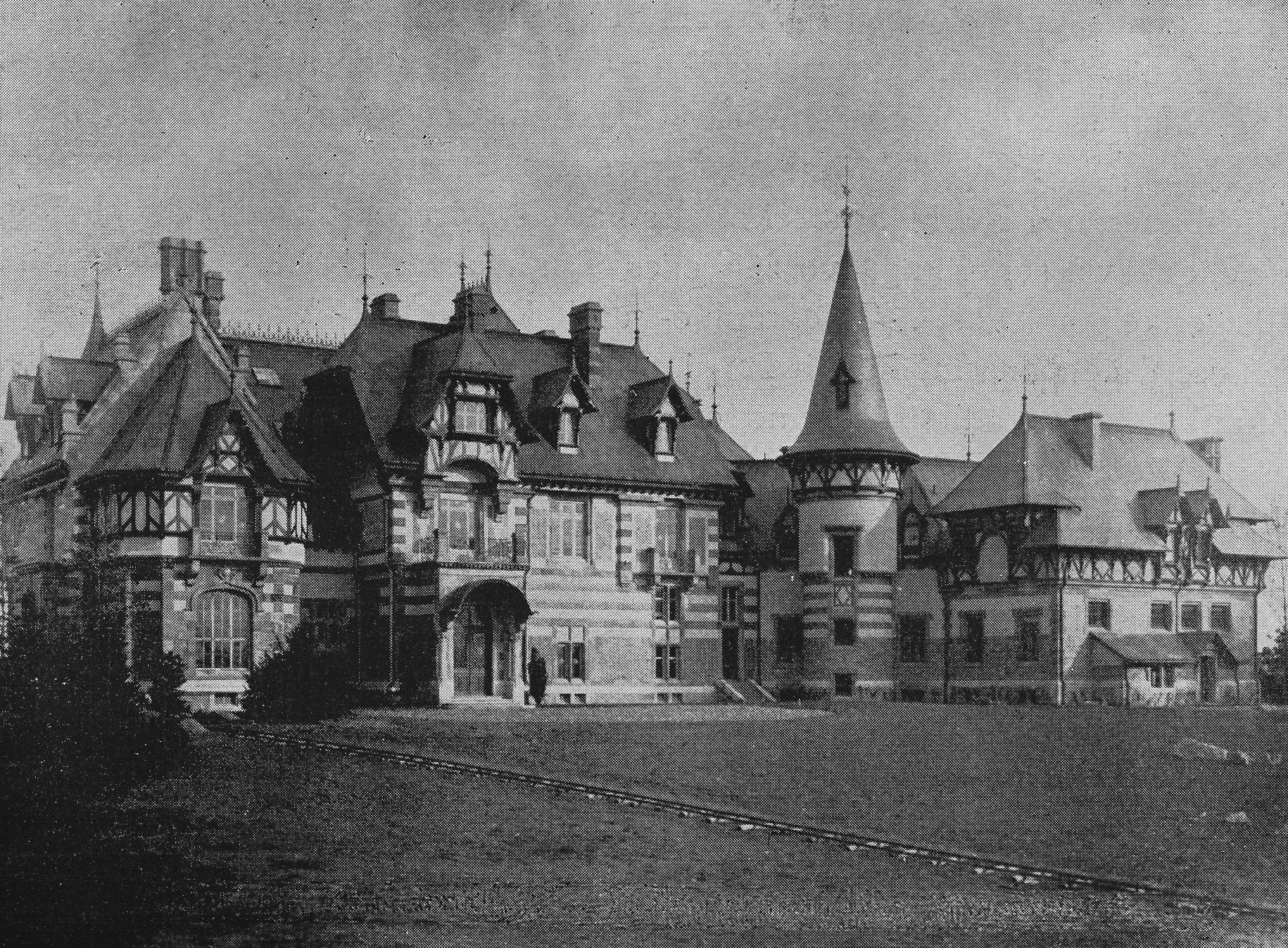
Historische Ansicht
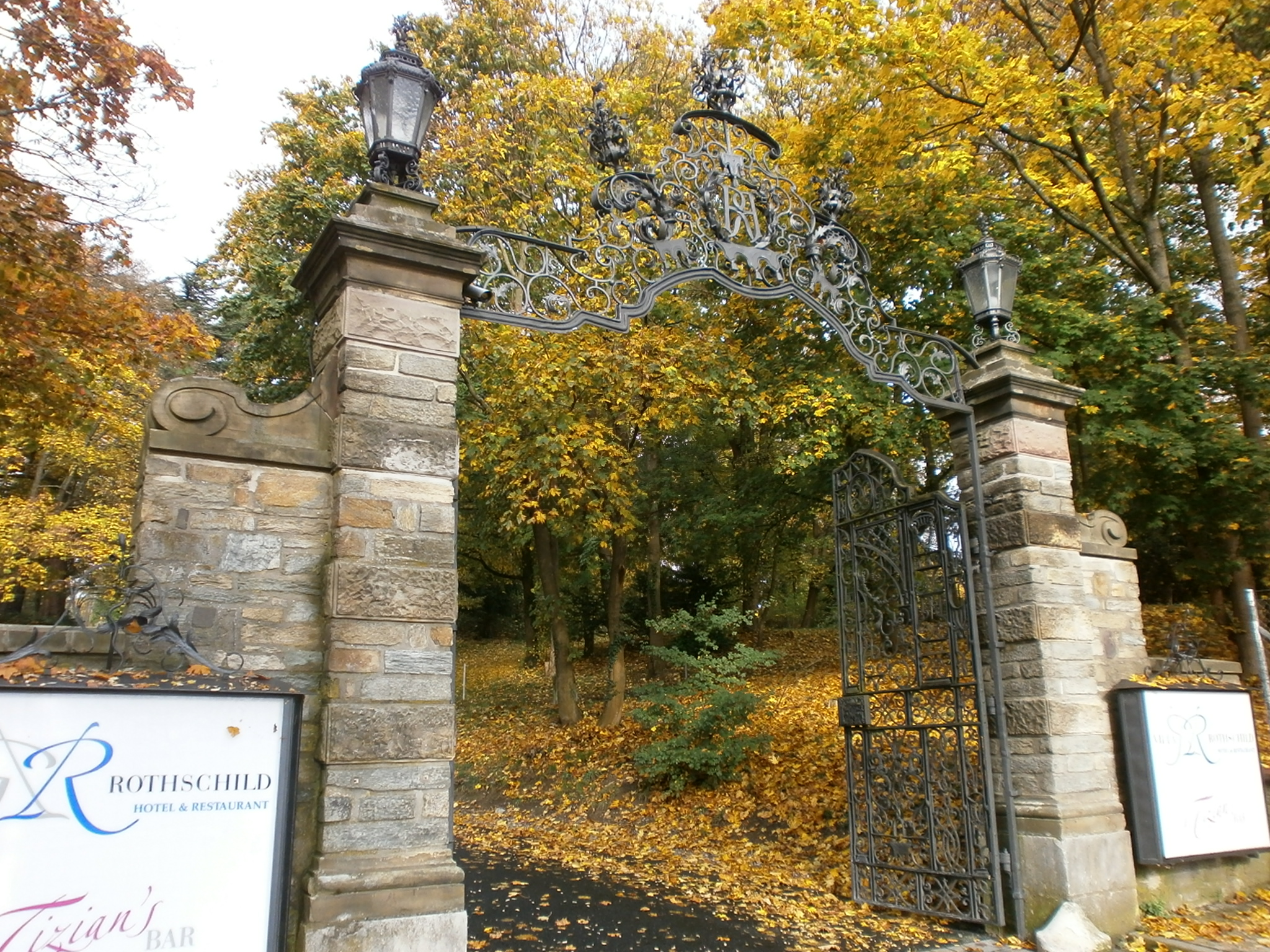
Portal Villa Rothschild
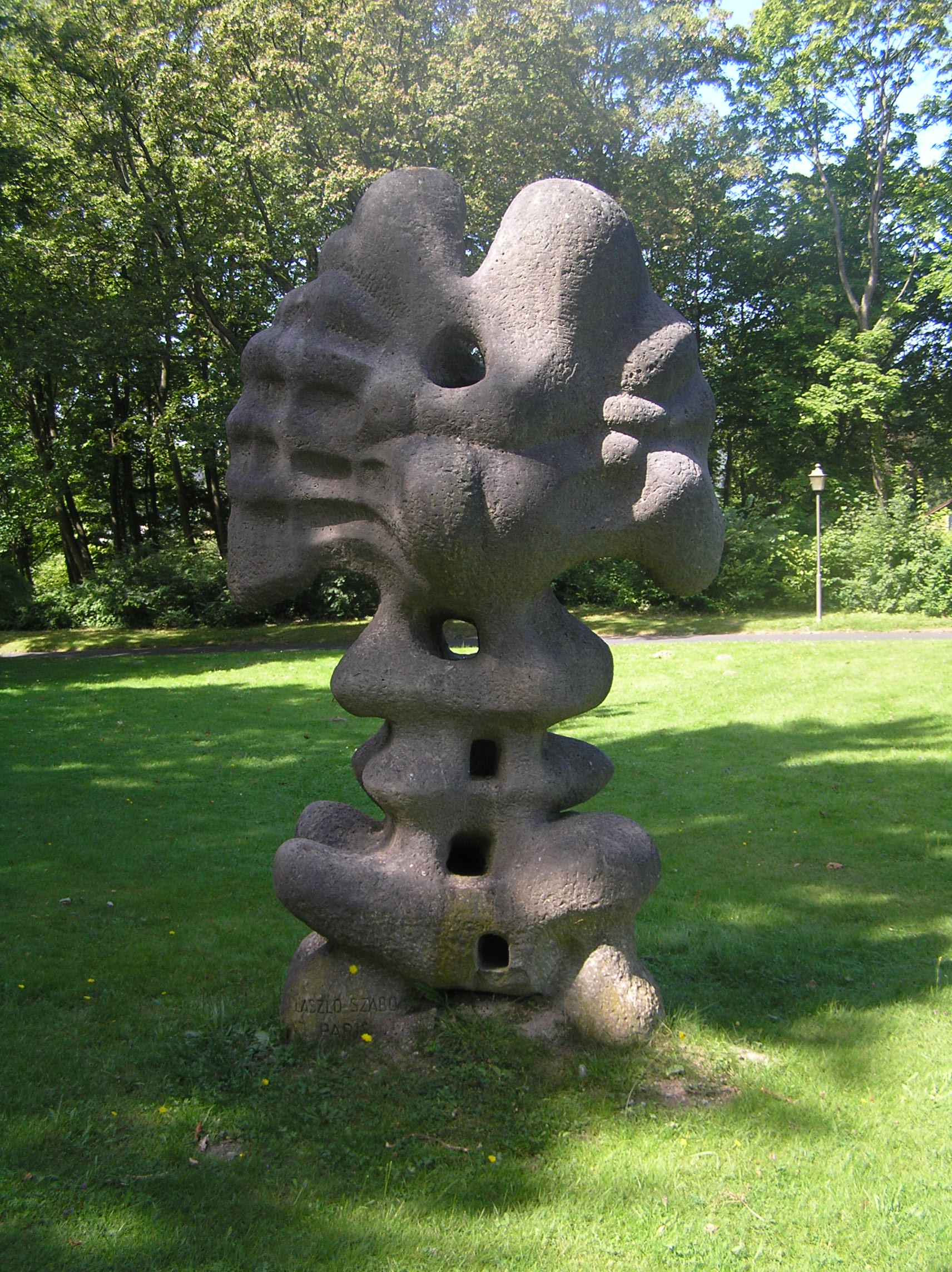
László Szabó: Strahlendes Leben
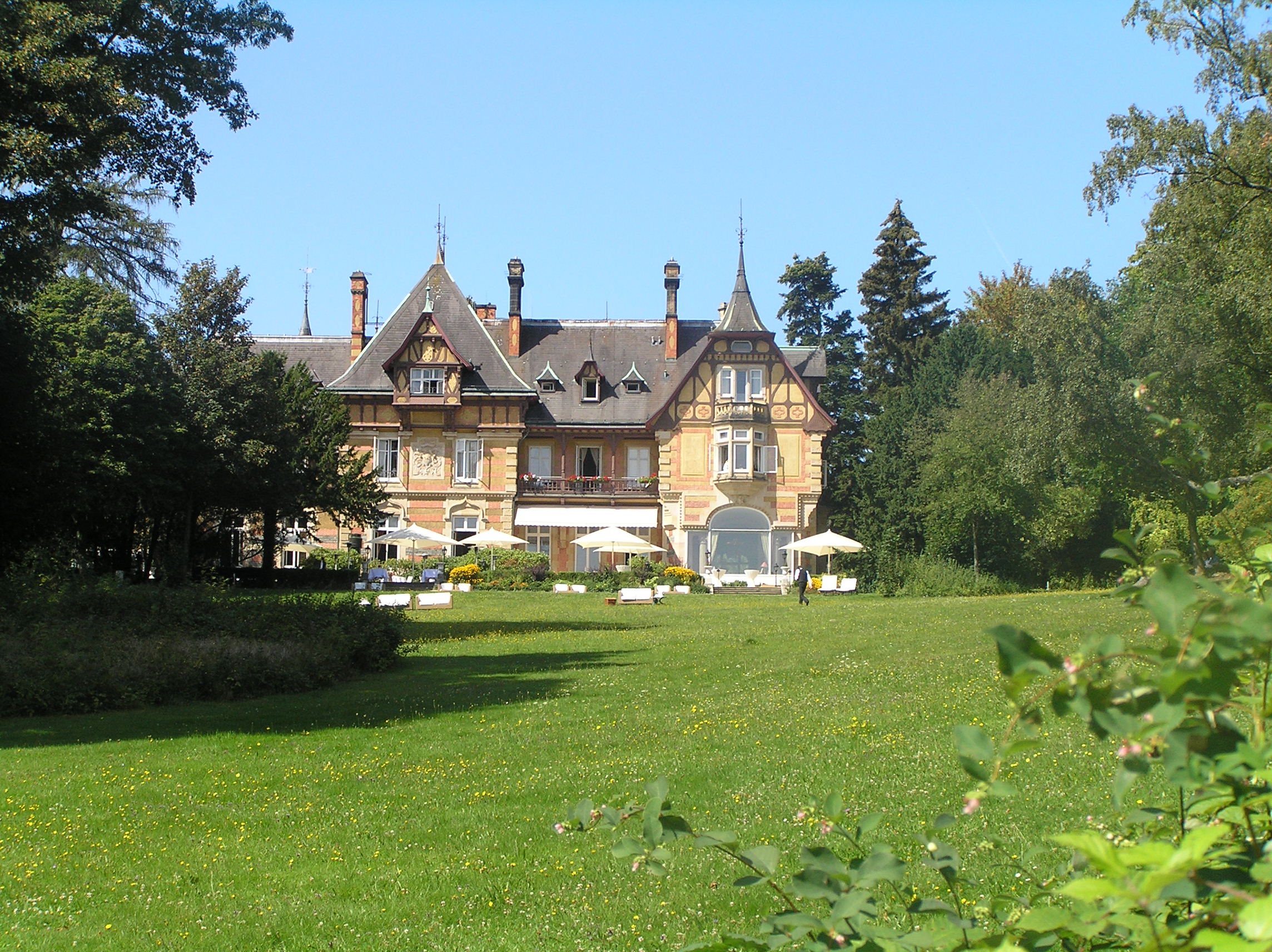
Rückseite vom Park

## Park
Rund um die Villa erstreckt sich ein 10,4 Hektar großer Park. Die Familie Rothschild hatte im Laufe der Zeit umfangreiche Flächen rund um die Villa erworben, um einen unverbaubaren Blick auf die Burg Königstein, aber auch auf die Stadt Frankfurt am Main zu haben. Es wurde ein Park angelegt, der durch alte Baumbestände, einen künstlichen Wasserlauf und Freiflächen strukturiert wurde. 1975 wurde die Skulptur „Strahlendes Leben“ des französisch-ungarischen Bildhauers László Szabó aufgestellt.